# Lili, a virágangyal
A Lili, a virágangyal (花の子ルンルン; Hana no ko Runrun; Hana no ko Lunlun) japán mahó sódzso animesorozat, történetének középpontjában a virágok állnak. Sidara Hirosi rendezte Dzsinbo Siró forgatókönyve alapján és a Toei Animation stúdió gyártásában készült. Japánban a TV Asahi vetítette, először 1979. február 9. és 1980. február 8. között.
Egy 15 perces különkiadás is megjelent Hana no ko Lunlun: Konnicsiva szakura no szono címmel 1980 márciusában.
Az anime Nyugaton is sikeres volt, Európa és Latin-Amerika számos országában vetítették. Az Egyesült Államokban azonban csak néhány vágott epizód kapott angol szinkront, amit Angel cím alatt mutattak be. 2009-ben a William Winckler Productions két filmet adott ki Lun Lun the Flower Girl és Lun Lun the Flower Girl 2 címmel, amelyeket az eredeti sorozatból vágtak össze. A producer William Winckler volt, aki több, Japánban is bemutatott amerikai filmen is dolgozott.
Magyarországon az RTL Klub vetítette a sorozatot 1999-ben, a Rajzfilmklub műsorblokkban, illetve a blokk megszűnése után az utolsó animeként a délutáni műsorsávban. A magyar változat az AB International Distribution francia változata alapján készült, a főcímdalt és a betétdalokat Náray Erika énekelte.

## Történet

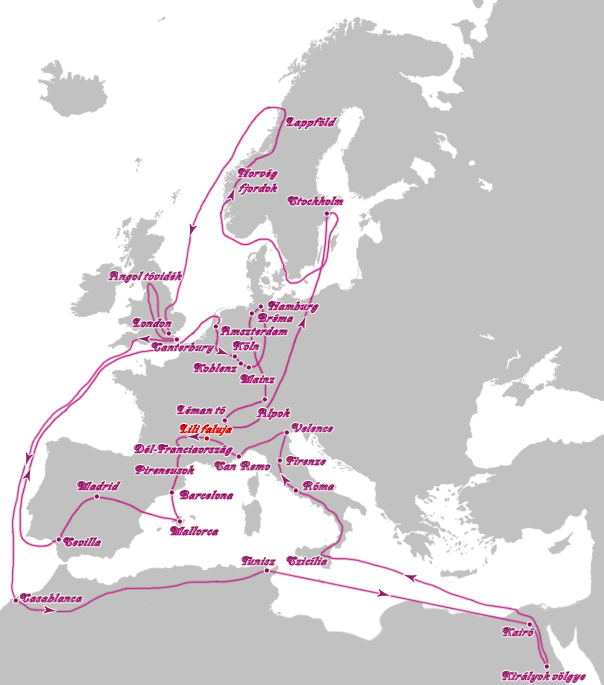
Lili útja a sorozatban

Réges-régen a viráglelkek és a tündérszerű élőlények harmóniában éltek az emberekkel. Az emberek azonban egyre önzőbbek és mogorvábbak lettek, ezért a viráglelkek elhagyták ezt a világot és a Virágbolygóra (Virágcsillagra) költöztek. Hagyatékuk viszont megmaradt azokban az emberekben, akiket szeretetükről és kedvességükről lehet felismerni.
Lili a nagyszüleivel él egy vidéki francia kisvárosban, napjai vidáman és egyszerűen telnek, akár egy átlagos tizenévesnek. Azonban egy nap találkozik Pajtival, a beszélő kutyával, és Mircivel a beszélő macskával, akik azt állítják, hogy a viráglelkek királynőjének küldöttei. Azért keresték fel Lilit, mert ő egy viráglélekkel rendelkező lány, vagyis kiválasztott és az uralkodó utasítása szerint Lilinek meg kell keresnie a Hétszínvirágot, amely valahol a Földön terem. A Hétszínvirág Virágbolygó uralkodócsaládjának a pecsétje és csak egy virággyermek, mint Lili képes megtalálni és csak az foglalhatja el viráglelkek trónját, aki birtokolja a virágot. Ezenkívül a virág örök boldogságot is hoz a megtalálójának.
Lili, Mirci és Pajti elindulnak, és bejárják Európát, hogy teljesítsék küldetésüket, ám csakhamar ellenségük is akad a gonosz Tobbie kisasszony és segítője, a ravasz Borisz személyében, akik szintén a Hétszínvirágot keresik, hogy azzal Tobbie uralkodhasson a Virágbolygón. Egy rejtélyes fotós, Celly is követi őket, aki virágmagokat oszt, s az azokból kikelő virágok virágnyelven szimbolizálják az események tanulságát.

## Szereplők
Lili (Lunlun)
Szinkronhangja: Okamoto Mari  (japán), Haffner Anikó (magyar)
Lili a történet főhősnője, aki, mivel elvesztette a szüleit, nagyszüleivel él együtt egy francia vidéki kisvárosban. Épp 14. születésnapján látogatja meg Pajti és Mirci, a viráglelkek királynőjének küldöttei, akik a Hétszínvirág megkeresésével bízzák meg. Lili egy virággyermek, akinek vérében tündérek vére is csörgedez, és csak ő képes megtalálni a virágot. A virág keresése során bejárja Európát a két hűséges társául szegődött Pajtival és Mircivel. Kap tőlük egy virágkulcsot, amivel – egy virág felé tartva – változtathatja öltözetét. Viselkedése gyakran fiús és közvetlen, időnként gyerekes, de ennek ellenére tisztességes és barátságos. A végkifejletben a Hétszínvirág megtalálásával elnyeri az örök boldogságot, házasságot köt Cellyvel és boldogan élnek míg meg nem halnak.
Pajti (Nouveau)
Szinkronhangja: Kamijama Takuzó  (japán), Melis Gábor (magyar)
Egy beszélő kutya alakját felöltő tündér, a viráglelkek királynőjének küldötte, aki elkíséri az útján Lilit.
Mirci (Cateau)
Szinkronhangja: Siraisi Fujumi  (japán), Gruiz Anikó (magyar)
Egy beszélő macska alakját felöltő tündér, a viráglelkek királynőjének küldötte, aki elkíséri az útján Lilit. Mirci hirtelen haragú és összekarmolja azok arcát, akik Lilire veszélyt jelentenek.
Tobbie (Togenishia)
Szinkronhangja: Kita Micsie  (japán), Tátrai Zita (magyar)
A történet fő negatív szereplője. Egy úrnő, aki követi Liliéket, hogy megszerezhesse a Hétszínvirágot és Virágcsillag trónjára ülhessen.
Borisz (Yabooki)
Szinkronhangja: Hasze Szandzsi  (japán), Bácskai János (1–14. epizód), Csuja Imre (15–50. epizód) (magyar)
Tobbie ravasz inasa, aki esernyőjével álruhát öltve próbálja kelepcébe csalni Liliéket, de végül mindig pórul jár.
Celly (Serge Flora)
Szinkronhangja: Mizusima Jú  (japán), Breyer Zoltán (magyar)
Egy rejtélyes fotós, aki folyton követi Liliéket és virágmagokat oszt, s az azokból kikelő virágok virágnyelven szimbolizálják az események tanulságát. A végkifejletben kiderül, hogy ő a Virágbolygó trónjának örököse, de lemond arról öccse javára, hogy együtt élhessen Lilivel a Földön.
Lili nagymamája
Szinkronhangja: Szuzuki Reiko  (japán), Várnagy Katalin (magyar)
Lili nagymamájával és nagypapájával él együtt. Útja alatt gyakran húzza hozzájuk a honvágy, jó tanácsaik kisegítik a bajban.
Lili nagypapája
Szinkronhangja: Jamada Keaton  (japán), Uri István (magyar)
Lili nagymamájával és nagypapájával él együtt. Útja alatt gyakran húzza hozzájuk a honvágy, jó tanácsaik kisegítik a bajban.
narrátor
Szinkronhangja: Kita Micsie  (japán), Bordi András (magyar)
További magyar hangok
Albert Gábor, Balázsi Gyula, Barna Márk Antónia, Bartucz Attila, Bede-Fazekas Annamária, Bede-Fazekas Szabolcs, Bódy Gergő, Boros Zoltán, Czigány Judit, Csík Csaba, Csík Csaba Krisztián, Cs. Németh Lajos, Dimulász Miklós, Dögei Éva, Előd Álmos, Előd Botond, Fabó Gyöngyi, Forgács Gábor, Forgács Péter, Galbenisz Tomasz, Garai Róbert, Horkai János, Illyés Mari, Juhász György, Kardos Gábor, Kassai Ilona, Kárpáti Levente, Kenderesi Tibor, Kiss Gábor, Kiss Virág, Koffler Gizella, Konrád Antal, Kovács Béla, Makay Sándor, Minárovits Péter, Molnár Ilona, Molnár Levente, Oláh Orsolya, Pálfai Péter, Roatis Andrea, Salinger Gábor, Seszták Szabolcs, Simonyi Balázs, Simonyi Piroska, Surányi Imre, Szennyai Mária, Szokol Péter, Szórádi Erika, Szőke András, Sztarenki Pál, Szuchy Péter, Tarján Péter, Ullmann Mónika, Varga Tamás, Varga Zsuzsa, Velenczey István, Verebély Iván, Vicsek Miklós, Vizy György, Wohlmuth István, Zágoni Zsolt

## Epizódok
| #  | Epizód címe | Első japán sugárzás  | Első magyar sugárzás |
| -- | --- | -------------------- | -------------------- |
| 1  | Különös látogatók Fusigina hómonsa (ふしぎな訪問者; Hepburn: Fushigina hōmonsha)                                                              | 1979. február 9.     |                      |
| 2  | Egy álom valóra válik Haru no arasi ga jonda jume (春の嵐が呼んだ夢; Hepburn: Haru no arashi ga yonda yume)                                   | 1979. február 16.    |                      |
| 3  | A hétszínű szivárványvirág Kodzsó ni szaku nanairo no hana (古城に咲く七色の花; Hepburn: Kojō ni saku nanairo no hana)                        | 1979. február 23.    |                      |
| 4  | A rózsák királynője Oneecsan va bara no dzsoó (お姉ちゃんはバラの女王; Hepburn: Oneechan wa bara no joō)                                      | 1979. március 2.     |                      |
| 5  | Egy város, virágok nélkül Hana no nai macsi (花のない町; Hepburn: Hana no nai machi)                                                          | 1979. március 9.     |                      |
| 6  | A szőlőtőkék nagymamája Budó hatake no obaacsan (ぶどう畑のお婆ちゃん; Hepburn: Budō hatake no obaachan)                                      | 1979. március 16.    |                      |
| 7  | A Pireneusok virága Pyrenees ni szaku hana (ピレネーに咲く花; Pirená ni szaku hana; Hepburn: Pirenē ni saku hana)                             | 1979. március 23.    |                      |
| 8  | Kolumbusz álma Csiiszana Columbus no jume (小さなコロンブスの夢; Csiiszana Koronbuszu no jume; Hepburn: Chiisana Koronbusu no yume)           | 1979. március 30.    |                      |
| 9  | A mallorcai naplemente Mallorca sima no jújake (マジョルカ島の夕焼け; Madzsoruka sima no jújake; Hepburn: Majoruka shima no yūyake)           | 1979. április 6.     |                      |
| 10 | A madridi ékszerdoboz Madrid no ai no kobako (マドリッドの愛の小箱; Madoriddo no ai no kobako)                                                | 1979. április 20.    |                      |
| 11 | A bikaviadal Júdzsó no tógjúsi (友情の闘牛士; Hepburn: Yūjō no tōgyūshi)                                                                      | 1979. április 27.    |                      |
| 12 | Lili és Isabelle Andalusia no sódzso no negai (アンダルシアの少女の願い; Andarusia no sódzso no negai; Hepburn: Andarushia no shōjo no negai) | 1979. május 4.       |                      |
| 13 | Potyautasok Nikusimi o noszeta kamocuszen (憎しみを乗せた貨物船; Hepburn: Nikushimi o noseta kamotsusen)                                      | 1979. május 18.      |                      |
| 14 | Honvágy Homesick tokkjú (ホームシック特急; Hómusikku tokkjú; Hepburn: Hōmushikku tokkyū)                                                      | 1979. május 25.      |                      |
| 15 | A virágváros hősnője Hana no macsi no Heroine (花の街のヒロイン; Hana no macsi no Hiroin; Hepburn: Hana no machi no Hiroin)                   | 1979. június 1.      |                      |
| 16 | A facipős Hamupipőke Kigucu no Cinderella (木靴のシンデレラ; Kigucu no Sinderera; Hepburn: Kigutsu no Shinderera)                             | 1979. június 8.      |                      |
| 17 | A virágtolvaj Fúsagoja no hana dorobó (風車小屋の花どろぼう; Hepburn: Fūshagoya no hana dorobō)                                               | 1979. június 15.     |                      |
| 18 | Ingatag szerelem Ucurigi na koikokoro (移り気な恋心; Hepburn: Utsurigi na koikokoro)                                                          | 1979. június 22.     |                      |
| 19 | Találkozás a Rajnán Rhine kava no meguri aibiki (ライン河のめぐり逢い; Rain kava no meguri aibiki; Hepburn: Rain kawa no meguri aibiki)       | 1979. június 29.     |                      |
| 20 | Öreg vár a hegyen Kodzsó no mieru oka (古城の見える丘; Hepburn: Kojō no mieru oka)                                                            | 1979. július 6.      |                      |
| 21 | Rakoncátlan útitárs Bremen no vanpaku Boy (ブレーメンのわんぱく坊や; Burémen no vanpaku Bója; Hepburn: Burēmen no wanpaku Bōya)               | 1979. július 13.     |                      |
| 22 | Az anya arcképe Kai no naka no jaszasii haha (絵の中のやさしい母; Hepburn: Kai no naka no yasashii haha)                                      | 1979. július 20.     |                      |
| 23 | Lovagi torna Maborosi no hakuba no kisi (幻の白馬の騎士; Hepburn: Maboroshi no hakuba no kishi)                                               | 1979. július 27.     |                      |
| 24 | A csodálatos virágkulcs Kiszaki no hana no kagi (奇跡の花の鍵; Hepburn: Kisaki no hana no kagi)                                               | 1979. augusztus 3.   |                      |
| 25 | A késdobáló fiú Knife o motta kohan no sónen (ナイフを持った湖畔の少年; Naifu o motta kohan no sónen; Hepburn: Naifu o motta kohan no shōnen) | 1979. augusztus 10.  |                      |
| 26 | Lili megfizeti adósságát Dei ni mamireta ai no namida (泥にまみれた愛の涙)                                                                    | 1979. augusztus 17.  |                      |
| 27 | Barátokra szükség van Kateikjúsi va benkjú ga nigate (家庭教師は勉強が苦手; Hepburn: Kateikyūshi wa benkyū ga nigate)                         | 1979. augusztus 24.  |                      |
| 28 | Az ellopott levél Dacu vareta tegami (奪われた手紙; Hepburn: Datsu wareta tegami)                                                             | 1979. szeptember 7.  |                      |
| 29 | Indul a léghajó Hikószen tadaima hjórjú naka (飛行船ただいま漂流中; Hepburn: Hikōsen tadaima hyōryū naka)                                     | 1979. szeptember 14. |                      |
| 30 | Éjjel a vidámparkban Majonaka no kaitenmokuba (真夜中の回転木馬; Hepburn: Mayonaka no kaitenmokuba)                                           | 1979. szeptember 21. |                      |
| 31 | A vikingek kincse Viking no takaramono (ヴァイキングの宝物; Vaikingu no takaramono)                                                           | 1979. szeptember 28. |                      |
| 32 | Medvecsapda Vana ni kakatta kokuma (罠にかかった子熊; Hepburn: Wana ni kakatta kokuma)                                                        | 1979. október 5.     |                      |
| 33 | A rég nem látott barátnő Hakuja no kuni no oszananadzsimi (白夜の国の幼なじみ; Hepburn: Hakuya no kuni no osananajimi)                        | 1979. október 12.    |                      |
| 34 | Ikrek versenye Lapland no kjódai (ラップランドの兄弟; Rappurando no kjódai; Hepburn: Rappurando no kyōdai)                                    | 1979. október 19.    |                      |
| 35 | A medál Kiken vo maneku Pendant (危険を招くペンダント; Kiken wo maneku Pendanto)                                                              | 1979. október 26.    |                      |
| 36 | A találkozás öröme Szagai no szenkjúcsakuriku (再会の緊急着陸; Hepburn: Sagai no senkyūchakuriku)                                             | 1979. november 2.    |                      |
| 37 | A professzor titokzatos kastélya Kidzsin hakasze no jakata (奇人博士の館; Hepburn: Kijin hakase no yakata)                                    | 1979. november 9.    |                      |
| 38 | Kutyavetélkedő Sútta koinu (拾った子犬; Hepburn: Shūtta koinu)                                                                                | 1979. november 16.   |                      |
| 39 | Két menetjegy Marokkóba Morocco e no katamicsikippu (モロッコへの片道切符; Morokko e no katamicsikippu; Hepburn: Morokko e no katamichikippu) | 1979. november 23.   |                      |
| 40 | A berber lovaspróba Fantasia no dzsúszei (ファンタジアの銃声; Fantasia no dzsúszei; Hepburn: Fantashia no jūsei)                              | 1979. november 30.   |                      |
| 41 | A királynő gyűrűje Egypt dzsoó no jubiva (エジプト女王の指輪; Edzsipto dzsoó no jubiva; Hepburn: Ejipto joō no yubiwa)                        | 1979. december 7.    |                      |
| 42 | A megtért bűnös Sicilia no tóbósa (シチリアの逃亡者; Sicsiria no tóbósa; Hepburn: Shichiria no tōbōsha)                                       | 1979. december 14.   |                      |
| 43 | Veszélyes kincs Kiken na takaramono (危険な宝もの)                                                                                            | 1979. december 21.   |                      |
| 44 | Hétszínű virágoskert Kabun kaze ni butta icsimai no sasin (花粉風に舞った一枚の写真; Hepburn: Kabun kaze ni butta ichimai no shashin)         | 1979. december 28.   |                      |
| 45 | A menekülő hercegnő Tres Bien no izumi no csikai (トレビの泉の誓い; Torebi no izumi no csikai; Hepburn: Torebi no izumi no chikai)            | 1980. január 4.      |                      |
| 46 | A firenzei béke Kaere ai no Florence (帰れ愛のフィレンツェ; Kaere ai no Firence; Hepburn: Kaere ai no Firentse)                               | 1980. január 11.     |                      |
| 47 | Az ellopott kulcs Tómareta hana no kagi (盗まれた花の鍵; Hepburn: Tōmareta hana no kagi)                                                      | 1980. január 18.     |                      |
| 48 | San Remo grófja San Remo no bodzsó no hito (サン·レモの慕情のひと; Szan Remo no bodzsó no hito; Hepburn: San Remo no bojō no hito)            | 1980. január 25.     |                      |
| 49 | Virágok kertje Nidzsi o maneku nanairo no hana (虹を招く七色の花; Hepburn: Niji o maneku nanairo no hana)                                     | 1980. február 1.     |                      |
| 50 | A virágbolygó Hana ippai no siavasze o (花いっぱいの幸せを; Hepburn: Hana ippai no shiawase o)                                                | 1980. február 8.     |                      |

## Zene
A Lili, a virágangyal zenéjét Cucui Hirosi szerezte. A sorozat egy főcímmel és egy zárófőcímmel rendelkezik. A főcím a Hana no ko Lunlun (花の子ルンルン) Horie Micuko és a The Chirps előadásában, a zárófőcímdal pedig az Onna no kotte (女の子って), előadója Kobajasi Aszei és Inomata Júko. Az utolsó epizódban két betétdal is felcsendül: a Koi no hana uranai (恋の花占い) Horie Micuko és a Lilac no Hanakotoba (ライラックの花言葉) Horie Micuko és a Koorogi ’73 zenei társulat előadásában.
A magyar változat az eredeti japántól eltérő főcímmel és egy zárófőcímmel rendelkezik, azok az AB International Distribution francia változata alapján készültek. A főcímdalt és a betétdalokat Náray Erika énekelte.

## Címváltozatok
- Flower Angel (angol, Egyesült Királyság)
- Angel (angol, Egyesült Államok)
- Lulú, la Chica de las Flores vagy En Busca de la Flor Mágica (kasztíliai spanyol)
- Ángel, la Niña de las Flores (latin-amerikai spanyol)
- Angel e a flor de 7 cores (brazíliai portugál)
- Le tour de monde de Lydie (francia)
- Angel, das Blumenmädchen (német)
- Lulu l'angelo tra i fiori (olasz)
- Ейнджъл — детето на цветята (bolgár)
- Lidia in jurul lumii (román)
- Лулу — ангел цветов (orosz)
- Lulu, the Flower Girl (indonéz)
- Lulu (tagalog)
- Ronron the Flower Angel (angol, Fülöp-szigetek)
- Saosan, Al Zahrah Al Jamilah (سوسن، الزهرة الجميلة) (arab)
- Lulu i cudowny kwiat (lengyel)
- Çiçek Kız (török)
- 꽃천사 루루 (koreai)
- 花仙子 (Huaxianzi) (mandarin kínai)
- זהבית (Zehavit) (héber)
- สาวน้อยแองเจิ้ล (Sao noi Angel) (thai)

## Különkiadás
1980. március 15-én egy 15 perces különkiadást is bemutattak Hana no ko Lunlun: Konnicsiva szakura no szono (花の子ルンルン こんにちわ桜の国; Hepburn: Hana no ko Runrun: Konnichiwa sakura no sono; Lili, a virágangyal: A cseresznyevirágok földje) címmel. A kisfilmben Lili Pajtival és Mircivel a Hétszínvirágot keresve Japánba utazik, hogy meglátogassa barátnőjét, Midorit és megcsodálja a cseresznyevirágzást. Természetesen a gonosz Tobbie és Borisz is követi. A cseresznyefák sorra száradnak el, s bár mindenki a környezetszennyezésre gyanakszik, Lili tudja, hogy Tobbie-ék állnak e mögött is, s meg kell akadályoznia, hogy mindent tönkre tegyenek.

## Fogadtatás
2005-ben a TV Asahi online szavazás alapján állított össze egy száz legjobb animét tartalmazó listát, ahol a Lili, a virágangyal a 85. helyet szerezte meg az Ikkjú-szannal holtversenyben. A THEM Anime Reviews kritikájában a Lili, a virágangyalt az anime egy ékkövének tekinti, Lilit pedig az általa valaha látott legalaposabb, legtisztább hősnőnek nevezi, aki „erős, de nem erőszakos, nem lóg a fiúkkal és nem panaszkodik helyzete miatt”.